# 亞恩島

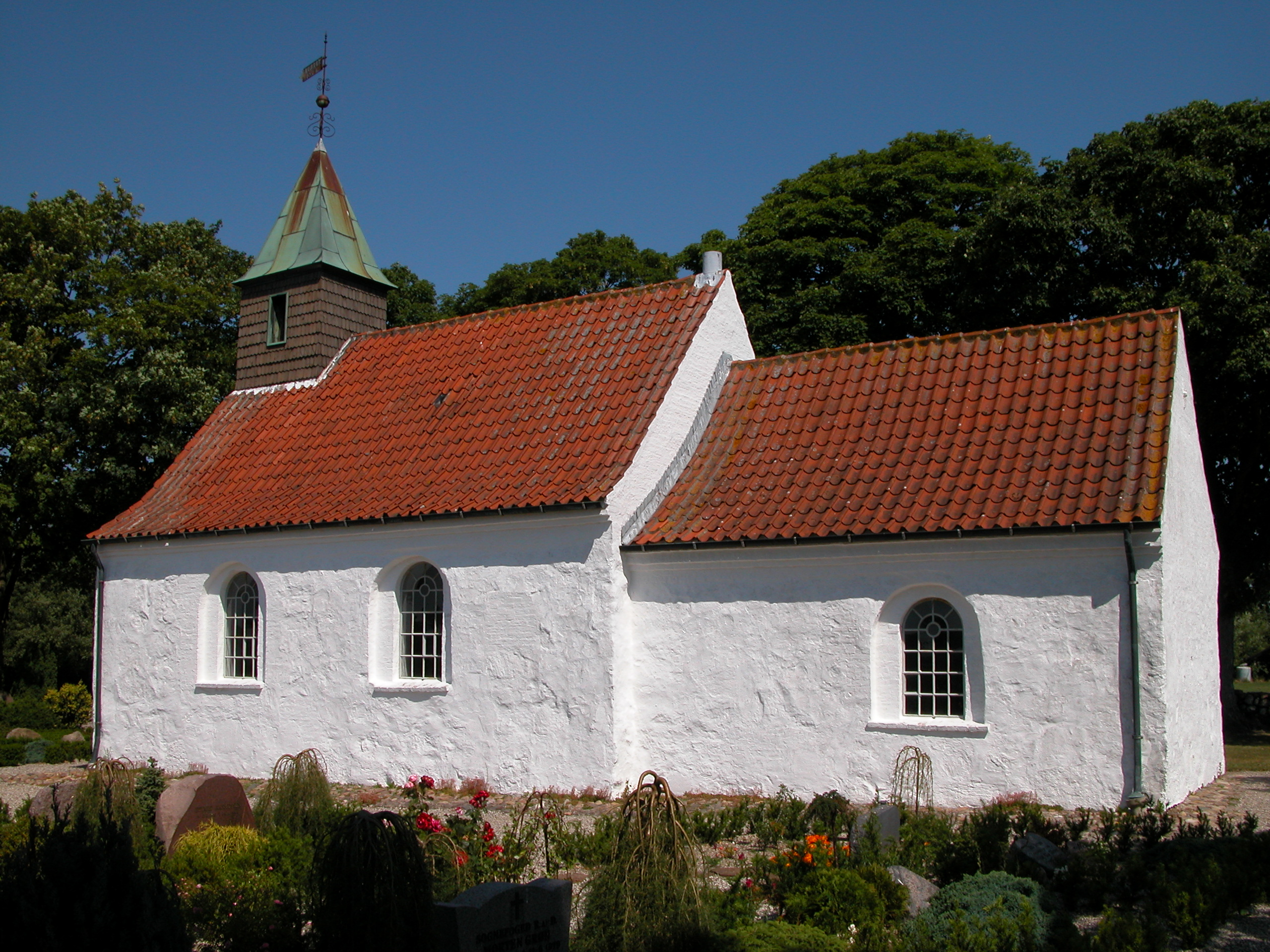

亞恩島是丹麥的島嶼，位於日德蘭半島東面的卡特加特海峽，由中日德蘭大區負責管轄，面積3.2平方公里，該島自舊石器時代有人類居住，島嶼上有個地方叫卡爾維斯廷（Kalvestene）。島嶼2012年人口為104人，人口密度為每平方公里32人。